# В її очах
«В її очах» (англ. Behind Her Eyes) — британський міні-серіал в жанрі психологічного трилера. Творцем серіалу став Стів Лайтфут. Екранізація однойменного роману Сари Пінборо 2017 року, прем'єра відбулася на Netflix 17 лютого 2021 року.

## Синопсис
Мати-одиначка заводить роман зі своїм новим босом Девідом, і справа приймає дивний оборот, коли вона втягується в малоймовірну дружбу з його дружиною Адель. Те, що починається як нетрадиційний любовний трикутник, незабаром стає похмурою психологічною історією про невідомість і збочені одкровення, оскільки Луїза виявляється в небезпечній павутині таємниць, де ніщо і ніхто не є тим, чим вони здаються насправді.

## У ролях
| Актор          | Роль    |
| -------------- | ------- |
| Симона Браун   | Луїза   |
| Ів Г'юсон      | Адель   |
| Том Бейтман    | Девід   |
| Роберт Арамайо | Роб     |
| Єва Бертістл   | Маріанн |

## Серії
| № серії | Назва серії                              | Режисер(и)         | Сценарист(и)    | Оригінальна дата виходу |
| --- | ---------------------------------------- | ------------------ | --------------- | ----------------------- |
| 1 | «Випадкові зустрічі» «Chance Encounters» | Ерік Ріхтер Стренд | Стів Лайтфут    | 17 лютого 2021          |
| Луїзу знову мучать кошмари. Розлитий у барі напій стає причиною незручності на роботі. Девід представляє Адель новим колегам.                       |                                          |                    |                 |                         |
| 2 | «Свідомі сновидіння» «Lucid Dreaming»    | Ерік Ріхтер Стренд | Стів Лайтфут    | 17 лютого 2021          |
| Луїза дізнається дещо про особисте життя Девіда і Адель, а також заглядає в щоденник сновидінь Роба. Але тепер у неї більше питань, ніж відповідей. |                                          |                    |                 |                         |
| 3 | «Перші двері» «The First Door»           | Ерік Ріхтер Стренд | Анджела ЛаМанна | 17 лютого 2021          |
| Луїза починає прив'язуватися до Девіда і Адель і все більше втягується в їх складний і напружений шлюб.                                             |                                          |                    |                 |                         |
| 4 | «Роб» «Rob»                              | Ерік Ріхтер Стренд | Анджела ЛаМанна | 17 лютого 2021          |
| Звинувачення в жорстокому поводженні загрожує репутації Девіда. Він і Луїза переживають потрясіння, коли Адель розкриває правду.                    |                                          |                    |                 |                         |
| 5 | «Другі двері» «The Second Door»          | Ерік Ріхтер Стренд | Стів Лайтфут    | 17 лютого 2021          |
| Незважаючи на застереження Девіда, Луїза продовжує турбуватися за Адель, яка сіє в її душі сумніви про те, що сталося з Робом у сімейному маєтку.   |                                          |                    |                 |                         |
| 6 | «В її очах» «Behind Her Eyes»            | Ерік Ріхтер Стренд | Стів Лайтфут    | 17 лютого 2021          |
| Вражаюче відкриття змушує Луїзу ще глибше зануритися в минуле Девіда і Адель. Нові відомості змушують її вимагати пояснень.                         |                                          |                    |                 |                         |

## Виробництво
25 січня 2019 року було оголошено, що Netflix замовив зйомку першого сезону з шести епізодів. Стів Лайтфут виступив засновником і виконавчим продюсером серіалу. У серпні 2019 року стало відомо, що режисером міні-серіалу буде Ерік Ріхтер Стренд.
Зйомки міні-серіалу проходили в Лондоні і Шотландії з червня по жовтень 2019 року.

## Випуск
Реліз міні-серіалу відбувся 17 лютого 2021 року.